# 心叶山黑豆
心叶山黑豆（学名：Dumasia cordifolia）为豆科山黑豆属下的一个种。